# Entrepôt

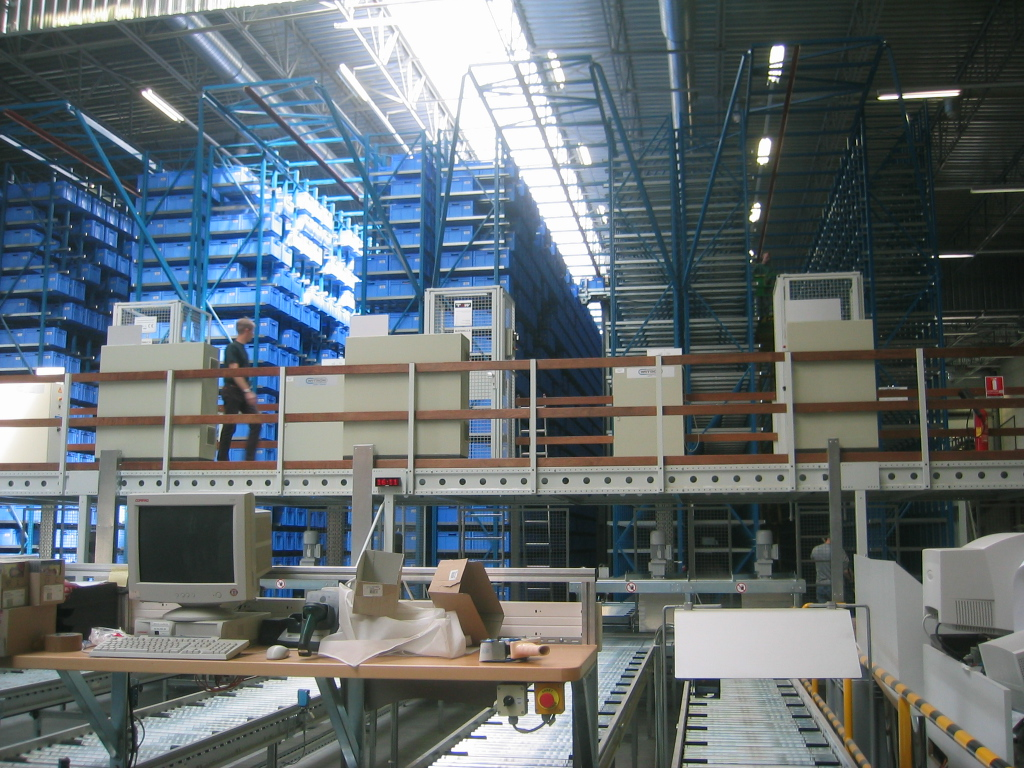
Gestion automatisée d'un entrepôt de pièces détachées.

Un entrepôt est un bâtiment logistique destiné au stockage et à la distribution de biens. Les entrepôts sont utilisés par les industriels, les entreprises d'import-export, les grossistes, les transporteurs, les douanes, etc. Ce sont de grands bâtiments, depuis quelques centaines jusqu'à plusieurs dizaines de milliers de mètres carrés.
Ces bâtiments sont situés le plus souvent dans des zones péri-urbaines. Souvent construits à l'origine dans des zones industrielles près d'usines, on observe désormais l'apparition de zones logistiques dédiées aux entrepôts, sans autre activité industrielle.

## Nature des biens entreposés
Selon l'activité de l'entreprise on trouvera :
- activités de production :
  - matières premières, encours de production, produits semi-finis destinés à la régulation du processus de production (de l'entreprise ou de son client : cas des entrepôts avancés fournisseurs dans l'automobile par exemple)
  - emballages
  - mais aussi produits finis destinés au processus commercial…
  - atelier de réparation (mécanique, garage…)
- activités commerciales et de négoce :
  - produits dont l'entreprise a fait l'acquisition et qui ne subiront aucune transformation en vue de leur vente
  - pièces de rechange en cas d'activité après-vente.

## Processus et systèmes de gestion des entrepôts

### Principaux processus d'un entrepôt
Ils sont notamment :
- la réception de commande
- la mise en stock
- la préparation de commande
- l'expédition
- la gestion du stock (inventaires, adressage…)

Il est de plus en plus fréquent de confier à l'entrepôt de nouveaux processus à valeur ajoutée tels que :
- le suremballage (ou co-packing / copacking)
- le kitting

Ceux-ci permettant de différencier tardivement des produits génériques et ainsi obtenir une réduction importante des coûts.
De même, afin de réduire les coûts de stockage et d'entreposage, l'entrepôt peut assurer la réalisation de cross-docking. On parlera dans ce cas plutôt d'une plateforme de cross-docking.

### Système d'information
Il est nécessaire à la gestion des grands entrepôt qui utilisent un SGE (Système de Gestion d'Entrepôt) dédié ou WMS (Warehouse Management System).

### Gestion des risques
Divers entrepôts peuvent stocker un grand volume de biens (marchands ou non) incluant éventuellement des produits alimentaires et périssables, des produits toxiques et/ou inflammables, explosifs, dangereux, etc. qui en font alors des installations à risques (installation classée pour la protection de l'environnement le cas échéant en France). Après l'incendie total en 2020 d'un énorme dépôt Amazon aux États-Unis  ; l'Incendie de Lubrizol et de l'entrepôt voisin, en 2021 plusieurs rapport ont constaté que la législation des installations classées est encore mal appliquée par les exploitants d'entrepôts,.
Selon l'ONG Robin des bois, « un entrepôt par exemple de 900 000 m3 correspond à un porte-conteneurs géant de 20 000 boîtes, plus un petit porte-conteneurs de 7 000 boîtes. Les armateurs sont confrontés à des fausses déclarations de la part des chargeurs sur la nature et les quantités des marchandises embarquées ; il en est de même pour les gestionnaires d’entrepôts qui louent des cellules à des entreprises extérieures. En conséquence, il faut introduire dans la réglementation entrepôts des dispositifs qui obligent les gestionnaires à connaître avec précision le volume et la toxicité en cas d’incendie des substances et marchandises combustibles et inflammables présentes et à les communiquer aux autorités compétentes ».

## Infrastructures

### Le mobilier
Le mobilier de stockage est adapté à la nature des produits entreposés ainsi qu'à leur rotation de stock. On trouvera le plus fréquemment :
- des palettiers (ou racks) destinés à l'entreposage de palettes ;
- des cantilevers ;
- des étagères (stockage de cartons, bacs ou boites pour faciliter le picking) ;
- des mezzanines.

Dans certains cas de plateforme d'éclatement, il n'y a pas de mobilier. Les marchandises arrivent et repartent très rapidement et il n'est pas nécessaire de les stocker. L'entrepôt est alors une dalle de béton recouverte d'un toit (centre de tri de messagerie, plateforme de distribution pour les grandes surfaces).
Les accès de l'entrepôt permettant le chargement et le déchargement des moyens de transport (camions, trains…) sont les quais.

### Le bâtiment
Les entrepôts peuvent comprendre une ou plusieurs cellules de stockage, usuellement de 6000m² ou 8000m². Dans la grande majorité des cas, l'entreposage se fait à température ambiante. Certains types de produits imposent des contraintes structurelles très importantes, qu'il faut envisager dès la construction du bâtiment. On retrouve donc des entrepôts spécifiques pour :
- le frais (entre 0 et 4 °C ou entre 4 et 8 °C) ;
- le surgelé (entre -18 et -25 °C) ;
- les matières dangereuses (sprinkler, système anti-débordement, collecte des écoulements, portes coupe-feu…) ;
- silo à plat (ventilation pour l'humidité et les poussières).

### Les entrepôts mécanisés
Dans des cas plus rares, l'investissement dans des machines automatiques de stockage ou de préparation de commande peut être justifié. Cet investissement se décide en fonction de l'intensité de l'activité et des coûts (immobiliers, main-d’œuvre et non-qualité).
Par exemple, les entrepôts gérant des flux de types e-commerce, traitent une multitude d'articles et énormément de commandes par jour. Traiter ce flux de manière classique demanderait de nombreux préparateurs, la mise en place de contrôle de préparations, la mise en place d'une rotation en 2×8 ou 3×8. Ceci aura donc pour conséquence des coûts de main d’œuvre importants, de la non-qualité à cause des erreurs de préparation et un turnover probablement élevé au vu des conditions de travail. Dans ce cas, la mécanisation permet d'assurer un service continu, pouvant absorber plus facilement des pics ou baisses d'activités, avec un taux d'erreur virtuellement nul.
Dans les entrepôts mécanisés, on trouvera alors des transtockeurs, carrousels, convoyeurs, trieurs, systèmes goods to man, palettiseurs, dépaletisseurs, AGV…
Les systèmes mécanisés peuvent s'installer dans des entrepôts déjà construits. Mais, pour les entrepôts dont la mécanisation est envisagée dès la conception, la hauteur peut être beaucoup plus importante que pour des bâtiments classiques : jusqu'à 40 m au lieu de 12 m.
L'installation d'un système mécanisé est lourd et très structurant pour l'activité dans l'entrepôt. En plus d'un WMS, les entrepôts mécanisés nécessitent un logiciel spécifiques pour piloter les différents automates : un Warehouse Control System (WCS).

## Matériel de manutention
Afin de faciliter les opérations de manutention des marchandises, on trouvera fréquemment dans les entrepôts les engins de manutention suivants :
- transpalettes (électriques ou non) ;
- chariots élévateurs (thermiques ou électriques) ;
- gerbeurs ;
- préparateurs de commande ;
- nacelles ;
- diables ;
- palan…

pour accélérer les opérations à l'intérieur de l'entrepôt, il est conseillé d'installer des portes rapides. Ce produit permet de se déplacer d'une partie du bâtiment à l'autre sans descendre des transpalettes car la porte rapide a une ouverture automatique et, comme défini par le mot, également très rapide.

## Autres désignations
En informatique, on parle également d'entrepôt de données pour désigner un système permettant l'agrégation de données issues de l'ensemble des processus d'une entreprise, dans le but d'en tirer des informations synthétiques permettant d'améliorer la gestion de cette entreprise.

## Éducation
Plusieurs organisations à but non lucratif se consacrent à transmettre des connaissances, à fournir une éducation et à mener des recherches dans le domaine de la gestion des entrepôts et de son rôle dans l'industrie de la chaîne d'approvisionnement. Le Conseil d'éducation et de recherche sur la gestion des entrepôts (Warehousing Education and Research Council - WERC) et l'Association internationale de logistique des entrepôts (International Warehouse Logistics Association - IWLA), en Illinois, aux États-Unis, proposent des programmes de certification professionnelle et de formation continue pour l'industrie du pays. Le Australian College of Training propose des programmes financés par le gouvernement visant à offrir des formations en développement personnel et en perfectionnement dans les domaines de la gestion des entrepôts, du niveau II au niveau V (diplôme), en Australie occidentale. Ces formations peuvent être suivies en ligne ou en présentiel, et des cours exclusivement en ligne sont également proposés dans toute l'Australie.